# 2007年薩爾瓦多地震
2007年薩爾瓦多地震是指在薩爾瓦多當地時間2007年9月13日上午發生黎克特制5.2級地震。
薩爾瓦多全國領土研究局報告稱，地震發生在當地時間上午9時47分，震央位於薩爾瓦多中部拉利伯塔德省埃馬哈烏爾海灘以南95公里處，深度達41公里。。